# Casa al carrer Hortes, 27 (Figueres)
L'edifici situat al Carrer Hortes, 27 és una obra del municipi de Figueres (Alt Empordà) inclosa en l'Inventari del Patrimoni Arquitectònic de Catalunya.

## Descripció
És un edifici situat en una cantonada, molt proper a la plaça Pep Ventura. És una casa amb planta trapezoïdal, i tres façanes, amb dues plantes i coberta terrassada. La planta baixa té un encoixinat d'uns cinquanta centímetres d'amplada, i dues obertures a cadascuna de les façanes de la planta baixa decorades amb una motllura que imita el guardapols que tenen les finestres del primer pis. El primer pis té dues obertures en una balconada correguda amb una altra finestra sense balcó al costat, a dues de les façanes, mentre que a l'altra només hi ha dues obertures sense balcó. Totes les obertures del primer pis estan decorades amb un guardapols, decorat amb un voladís i volutes amb decoració vegetal.